# Černovice (hradiště)
Černovice jsou pravěké a raně středověké hradiště severozápadně od stejnojmenné obce v okrese Chomutov. Nachází se na vrchu Hradiště (594 m n. m.), jehož vrcholová část s lomovou stěnou je chráněna jako přírodní památka Hradiště u Černovic. Lomem byla zničena asi jedna třetina původní rozlohy hradiště, která dosahovala šesti hektarů.

## Historie
Výšinné sídliště na vrcholu bylo opevněno v 10. století př. n. l. lidem knovízské kultury. Osídlení na vrcholové plošině však podle archeologických nálezů existovalo už v neolitu v době 5–4 tisíce let př. n. l, v eneolitu a malé množství nálezů pochází z období únětické kultury a doby halštatské. Po vymizení knovízské kultury bylo sídliště přechodně opuštěno nebo osídleno jen přechodně a znovu osídleno bylo až v době hradištní v osmém až desátém století.

## Stavební podoba
Hradiště o rozměrech 360 × 190 metrů bylo opevněno obvodovou hradbou bez příkopu, z jejíž původní délky se dochovalo 240 metrů. Hradba bývala široká tři metry a 1,5–2 metry vysoká. Tvořily ji vnější a vnitřní zeď z nasucho kladených kamenů bez dřevěné konstrukce a prostor mezi nimi byl vyplněn menšími kameny. Dochovaný val dosahuje šířky až šest metrů a výšky až 1,5 metru. Na severní straně je přerušen sníženinou, která bývá označována jako brána a kterou vchází na vrcholovou plošinu lesní cesta. Jižní strana byla pravděpodobně opevněna jen lehce, protože ji chránila strmá skála z větší části však odtěžená lomem.

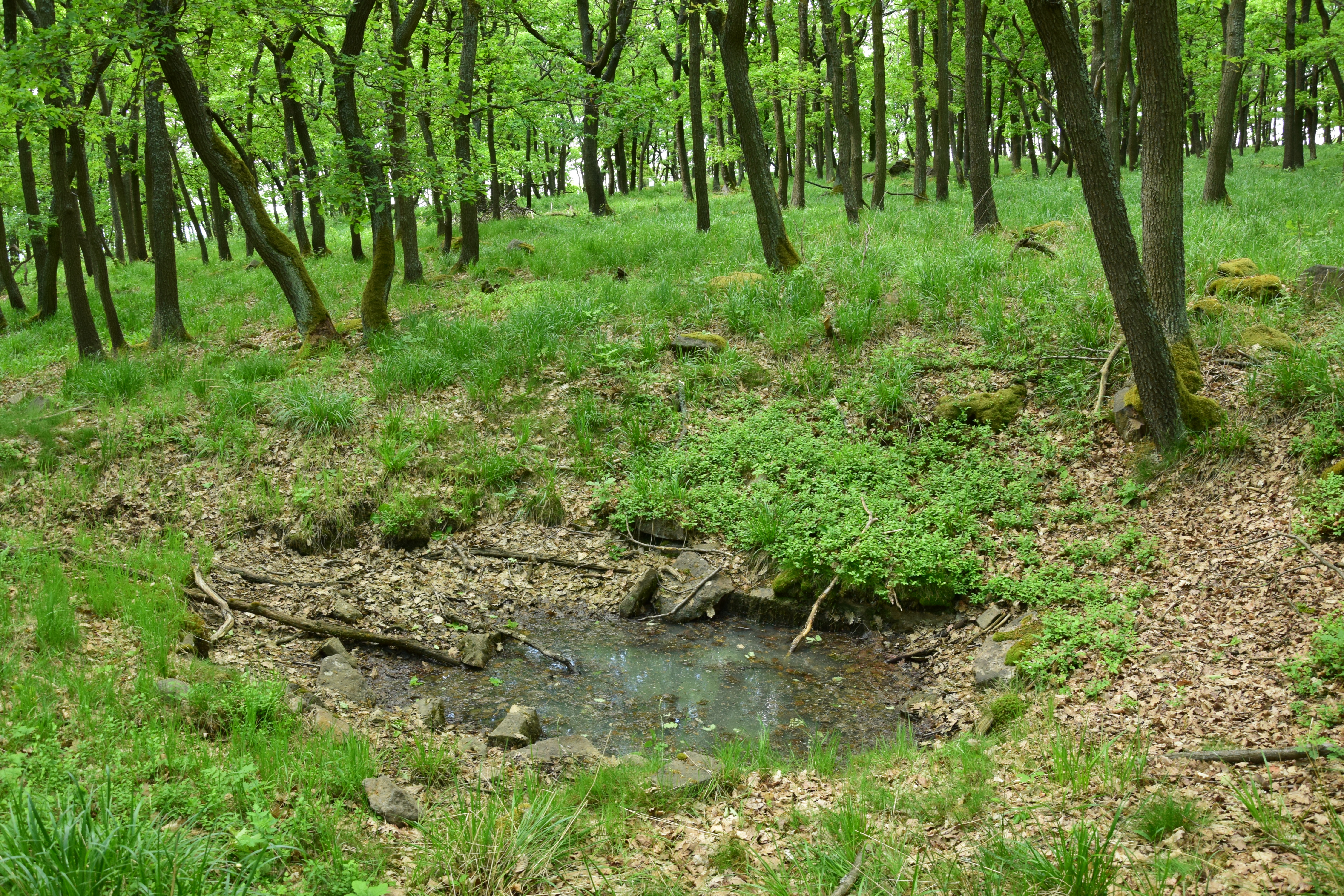
Hypotetická cisterna na vodu

Plocha hradiště je zbrázděna přibližně čtverhrannými, z větší části zasypanými jámami. Jedná se o zbytky těžebních jam. Některé jámy však mohou být pozůstatky zemnic z raného středověku. V západní části se nachází pozůstatky 98,5 metru hluboké středověké těžební šachty zvané Bergloch (někdy též považované za studnu). Není jasné, co se zde těžilo. Šachta je překryta betonovými deskami. Její průzkum v letech 1927–1939 nalezl zlomky nástrojů (srp, motyka, kopáč), trojdílný zlatý kruh a další předměty. Kromě toho byly na hradišti nalezeny zlomky keramiky z různých období, pazourkové nástroje, zlomky drtidel obilí a zvířecí kosti. Výjimečný nález představuje bronzová dýka.